# Franso Hariri Stadium
Franso Hariri Stadium är en multiarena och hemmaplan för den irakiska fotbollsklubben Erbil FC i Erbil, som spelar i den irakiska Premier League. Arenan invigdes 1956 och har en kapacitet på 25 000 åskådare. Det byggdes på ett gammalt flygfält 1956 och renoverades 1992. 

## Historik
Stadion var hemarena för den gamla Brusk-klubben (döpt om till Al-Shurta Erbil) och hade namnet Erbil Stadium till 2001 då namnet ändrades till Martyr Franso Hariri Stadium för att hedra den mördade kristna guvernören Franso Hariri, som understödde försök att renovera stadion. 
I juli 2009 blev Franso Hariri Stadium Iraks fotbollslandslags hemmaarena efter klartecken från AFC för att vara värd för de irakiska landslagen och klubblagen i Erbil.
I mars 2021 avslutar påve Franciskus en tredagarsresa till Irak med en mässa på Franso Hariri Stadium i närvaro av tusentals troende.
Den 23 februari 2022 deltog en all-star line-up av internationella fotbollslegender som Brasiliens Roberto Carlos och Barcelona-anfallaren Patrick Kluivert i en historisk uppvisningsmatch på Franso Hariri Stadium mot irakiska landslagsstjärnor som vann AFC Asian Cup 2007 med bland andra Noor Sabri, Mahdi Karim och Ahmed Mnajed.

## Evenemang
- 2012 – AFC Cup Final[7]
- 2019 – West Asian Football Federation Championship[8]
- 2021 – Påve Franciskus gav mässa under sitt besök.[2]